# 段振豪
段振豪（1959年8月—），湖南省新宁县人，原中国科学院教授。

## 生平
1982年毕业于中国地质大学（武汉）地球化学专业。曾任中国科学院地球深部重点实验室主任。2011年，曾入围中科院院士有效候选人。同年7月，因段振豪虚报冒领差旅费，涉嫌贪污被刑事拘留。其中包括与多名女子发生性关系并有私生女，对此他声称“只是捐精给对方生孩子”，被外界称为“捐精院士”。2012年12月18日，北京一中院以贪污罪判处其有期徒刑13年。